# Jangar (épopée)

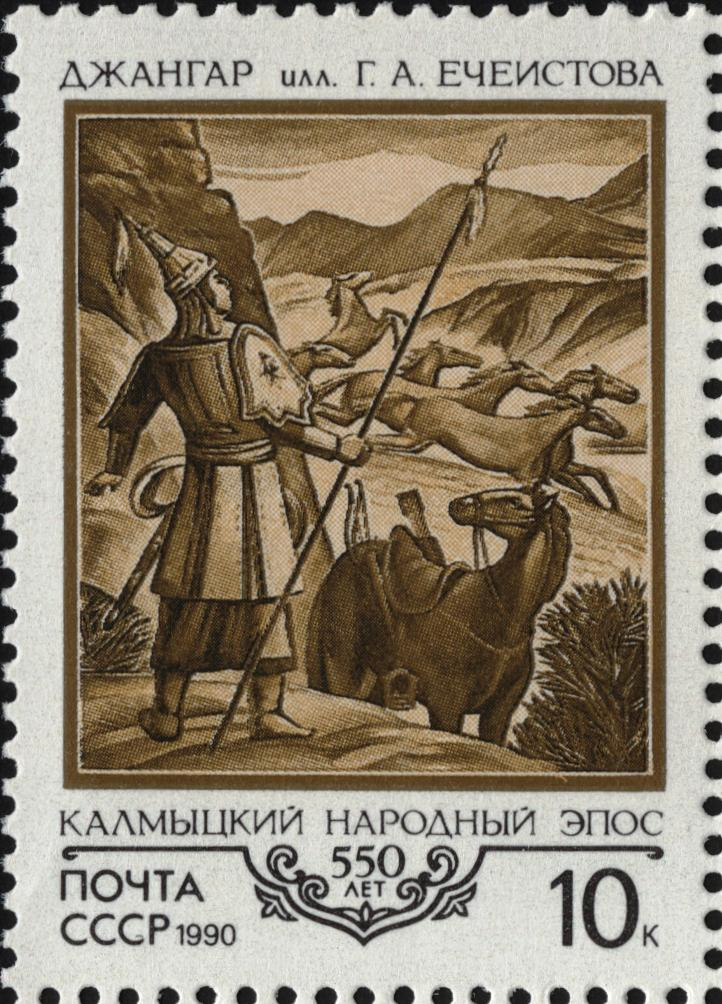
Illustration de Jangar de 1940 sur un timbre poste de l'union soviétique de 1990.

L'épopée de Jangar (kalmouk : Җаңһр, romanisé : Cañhr, [d͡ʒɑŋɣər] ; mongol : Жангар) est un poème épique oral traditionnel (tuuli) des Mongols.
On a longtemps pensé qu'il était particulier aux Kalmouks, mais on sait maintenant qu'il est également largement répandu chez les Oïrats de Mongolie, de Chine et de Russie. L'histoire est récitée par des chanteurs appelés Jangarchi. Le Jangar compte environ 25 ou 26 chapitres, bien que certaines versions puissent avoir plus de 100 chapitres.